# Canadas Grand Prix 2022
Canadas Grand Prix 2022 (officielt navn: Formula 1 AWS Grand Prix du Canada 2022) var et Formel 1-løb, som blev kørt den 19. juni 2022 på Circuit Gilles Villeneuve i Montreal, Canada. Det var det niende løb i Formel 1-sæsonen 2022, og 57. gang at Canadas Grand Prix blev arrangeret.

## Kvalifikation
| Pos.               | Nr. | Kører             | Konstruktør           | Del 1    | Del 2     | Del 3    | Grid |
| ------------------ | --- | ----------------- | --------------------- | -------- | --------- | -------- | ---- |
| 1                  | 1   | Max Verstappen    | Red Bull Racing-RBPT  | 1.32,219 | 1.23,746  | 1.21,299 | 1    |
| 2                  | 14  | Fernando Alonso   | Alpine-Renault        | 1.32,277 | 1.24,848  | 1.21,944 | 2    |
| 3                  | 55  | Carlos Sainz, Jr. | Ferrari               | 1.32,781 | 1.25,197  | 1.22,096 | 3    |
| 4                  | 44  | Lewis Hamilton    | Mercedes              | 1.33,841 | 1.25,543  | 1.22,891 | 4    |
| 5                  | 20  | Kevin Magnussen   | Haas-Ferrari          | 1.32,957 | 1.26,254  | 1.22,960 | 5    |
| 6                  | 47  | Mick Schumacher   | Haas-Ferrari          | 1.33,707 | 1.25,684  | 1.23,356 | 6    |
| 7                  | 31  | Esteban Ocon      | Alpine-Renault        | 1.33,012 | 1.26,135  | 1.23,529 | 7    |
| 8                  | 63  | George Russell    | Mercedes              | 1.33,160 | 1.24,950  | 1.23,557 | 8    |
| 9                  | 3   | Daniel Ricciardo  | McLaren-Mercedes      | 1.33,636 | 1.26,375  | 1.23,749 | 9    |
| 10                 | 24  | Zhou Guanyu       | Alfa Romeo-Ferrari    | 1.33,692 | 1.26,116  | 1.24,030 | 10   |
| 11                 | 77  | Valtteri Bottas   | Alfa Romeo-Ferrari    | 1.33,689 | 1.26,788  | N/A      | 11   |
| 12                 | 23  | Alexander Albon   | Williams-Mercedes     | 1.34,047 | 1.26,858  | N/A      | 12   |
| 13                 | 11  | Sergio Pérez      | Red Bull Racing-RBPT  | 1.33,929 | 1.33,127  | N/A      | 13   |
| 14                 | 4   | Lando Norris      | McLaren-Mercedes      | 1.34,066 | Ingen tid | N/A      | 14   |
| 15                 | 16  | Charles Leclerc   | Ferrari               | 1.33,008 | Ingen tid | N/A      | 191  |
| 16                 | 10  | Pierre Gasly      | AlphaTauri-RBPT       | 1.34,492 | N/A       | N/A      | 15   |
| 17                 | 5   | Sebastian Vettel  | Aston Martin-Mercedes | 1.34,512 | N/A       | N/A      | 16   |
| 18                 | 18  | Lance Stroll      | Aston Martin-Mercedes | 1.35,352 | N/A       | N/A      | 17   |
| 19                 | 6   | Nicholas Latifi   | Williams-Mercedes     | 1.35,660 | N/A       | N/A      | 18   |
| 20                 | 22  | Yuki Tsunoda      | AlphaTauri-RBPT       | 1.36,575 | N/A       | N/A      | 201  |
| 107%-tid: 1.38,674 |     |                   |                       |          |           |          |      |
| Kilde:             |     |                   |                       |          |           |          |      |

Noter:
↑1 - Charles Leclerc og Yuki Tsunoda måtte starte bagerst, efter at de måtte udskifte motoren i deres ræser.

## Resultat
| Pos.                                                                 | Nr. | Kører             | Konstruktør           | Omgange | Tid/Udgået   | Startpos. | Point |
| -------------------------------------------------------------------- | --- | ----------------- | --------------------- | ------- | ------------ | --------- | ----- |
| 1                                                                    | 1   | Max Verstappen    | Red Bull Racing-RBPT  | 70      | 1:36.21,757  | 1         | 25    |
| 2                                                                    | 55  | Carlos Sainz, Jr. | Ferrari               | 70      | +0,993       | 3         | 191   |
| 3                                                                    | 44  | Lewis Hamilton    | Mercedes              | 70      | +7,006       | 4         | 15    |
| 4                                                                    | 63  | George Russell    | Mercedes              | 70      | +12,313      | 8         | 12    |
| 5                                                                    | 16  | Charles Leclerc   | Ferrari               | 70      | +15,168      | 19        | 10    |
| 6                                                                    | 31  | Esteban Ocon      | Alpine-Renault        | 70      | +23,890      | 7         | 8     |
| 7                                                                    | 77  | Valtteri Bottas   | Alfa Romeo-Ferrari    | 70      | +25,247      | 11        | 6     |
| 8                                                                    | 24  | Zhou Guanyu       | Alfa Romeo-Ferrari    | 70      | +26,952      | 10        | 4     |
| 9                                                                    | 14  | Fernando Alonso   | Alpine-Renault        | 70      | +29,9452     | 2         | 2     |
| 10                                                                   | 18  | Lance Stroll      | Aston Martin-Mercedes | 70      | +38,222      | 17        | 1     |
| 11                                                                   | 3   | Daniel Ricciardo  | McLaren-Mercedes      | 70      | +43,047      | 9         |       |
| 12                                                                   | 5   | Sebastian Vettel  | Aston Martin-Mercedes | 70      | +44,245      | 16        |       |
| 13                                                                   | 23  | Alexander Albon   | Williams-Mercedes     | 70      | +44,893      | 12        |       |
| 14                                                                   | 10  | Pierre Gasly      | AlphaTauri-RBPT       | 70      | +45,183      | 15        |       |
| 15                                                                   | 4   | Lando Norris      | McLaren-Mercedes      | 70      | +52,1453     | 14        |       |
| 16                                                                   | 6   | Nicholas Latifi   | Williams-Mercedes     | 70      | +59,978      | 18        |       |
| 17                                                                   | 20  | Kevin Magnussen   | Haas-Ferrari          | 70      | +1.08,180    | 5         |       |
| Ret                                                                  | 22  | Yuki Tsunoda      | AlphaTauri-RBPT       | 47      | Uheld        | 20        |       |
| Ret                                                                  | 47  | Mick Schumacher   | Haas-Ferrari          | 18      | Motor        | 6         |       |
| Ret                                                                  | 11  | Sergio Pérez      | Red Bull Racing-RBPT  | 7       | Transmission | 13        |       |
| Hurtigste omgang: Carlos Sainz, Jr. (Ferrari) - 1.15,749 (omgang 63) |     |                   |                       |         |              |           |       |
| Kilde:                                                               |     |                   |                       |         |              |           |       |

Noter:
↑1 - Inkluderer point for hurtigste omgang.
↑2 - Fernando Alonso blev givet en 5-sekunders straf for at ændre retning mere end en gang imens han forsvarede en position. Som resultat af straffen gik Alonsos slutposition fra 7. pladsen til 9. pladsen.
↑3 - Lando Norris blev givet en 5-sekunders straf for at køre for hurtigt i pit lanen. Hans slutposition forblev uændret af straffen.

## Stilling i mesterskaberne efter løbet
| Pos. | Kører            | Point |
| ---- | ---------------- | ----- |
| 1    | Max Verstappen   | 175   |
| 2    | Sergio Pérez     | 129   |
| 3    | Charles Leclerc  | 126   |
| 4    | George Russell   | 111   |
| 5    | Carlos Sainz Jr. | 102   |

| Pos. | Konstruktør      | Point |
| ---- | ---------------- | ----- |
| 1    | Red Bull-RBPT    | 304   |
| 2    | Ferrari          | 228   |
| 3    | Mercedes         | 188   |
| 4    | McLaren-Mercedes | 65    |
| 5    | Alpine-Renault   | 57    |